# Heinrich Schulz-Beuthen

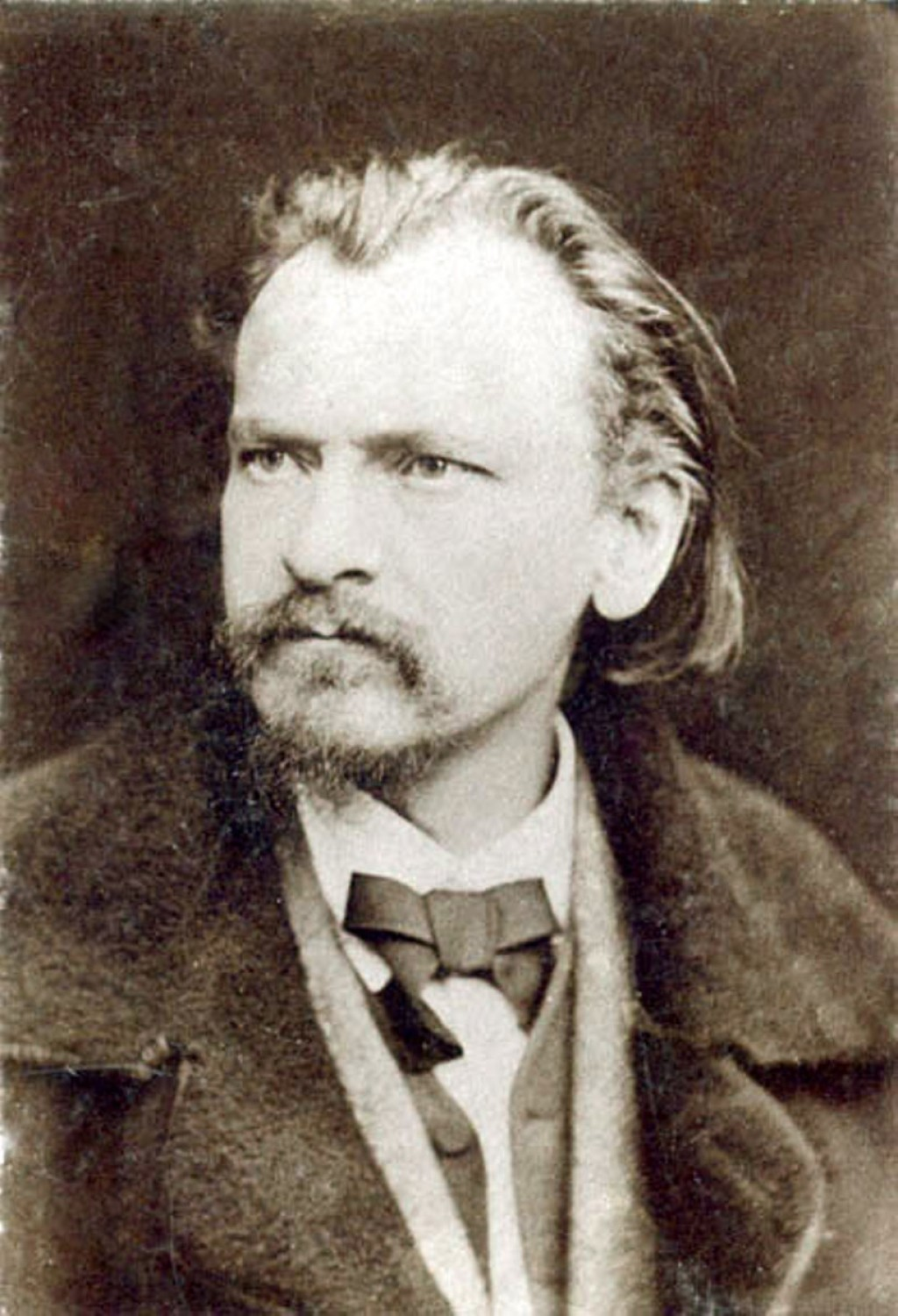
Heinrich Schulz-Beuthen

Heinrich Donatien Wilhelm Schulz-Beuthen (Beuthen, 19 giugno 1838 – Dresda, 12 marzo 1915) è stato un compositore tedesco del periodo romantico.

## Biografia
Il suo cognome originale era Schulz: non era insolito per persone che avevano cognomi molto comuni aggiungere ad esso il nome della propria città natale per distinguersi da altri; così fece Schulz-Beuthen ad un certo punto della sua vita. Era stato destinato alla professione di chimico, pertanto studiò chimica all'Università di Breslavia, ma la sua spinta verso la composizione musicale era in lui più forte Tra il 1862 e il 1865 studiò con Ignaz Moscheles e Carl Reinecke al Conservatorio di Lipsia dove, tra gli altri studenti c'erano anche Edvard Grieg e Johan Svendsen; studiò privatamente anche con Carl Riedel. Trovando il classicismo di Lipsia poco congeniale con il suo temperamento più romantico, dopo il diploma Schulz-Beuthen lasciò la Germania per la Svizzera, dove insegnò composizione a Zurigo dal 1886 al 1880. In Svizzera incontrò Richard Wagner, il romanziere Gottfried Keller e divenne amico di Mathilde Wesendonck e del compositore Theodor Kirchner, un importante membro del circolo di Schumann e di Brahms; creò inoltre una serie di composizioni orchestrali a partire da alcuni arrangiamenti di brani per pianoforte di Kirchner. In seguito ad un esaurimento nervoso (di cui i dettagli non sono noti con precisione) Schulz-Beuthen tornò in Germania, dove non fu più in grado di comporre per molti anni, ma riprese le attività di insegnamento a Dresda, dove visse - tranne che per un breve periodo passato a Vienna tra il 1893 e il 1895 - dal 1881 fino alla sua morte, avvenuta il 12 marzo 1915. Passò i suoi ultimi anni di vita in un istituto per malati psichiatrici.

## Opere
Schulz-Beuthen fu un compositore copioso: tra le sue composizioni si ricordano cinque opere liriche, delle quali la prima Der Zauberschlaf, un'opera su libretto di Mathilde Wesendonck, combinava le storie della Bella Addormentata e di Cenerentola e può essere considerato il primo esempio di 'opera fiabesca', che divenne un genere popolare nel tardo XIX secolo, grazie in particolar modo ad Engelbert Humperdinck. Sfortunatamente la musica è andata perduta, come molte delle opere di Schulz-Beuthen. Scrisse non meno di dieci sinfonie (delle quali la prima e l'ultima rimasero incomplete). La sinfonia n. 6 prese ispirazione da Re Lear di William Shakespeare; all'inizio scrisse la musica di scena per l'opera e, in seguito, utilizzò il materiale per una sinfonia con un coro di uomini. Scrisse anche dei poemi sinfonici basati su soggetti quali Wilhelm Tell di Friedrich Schiller, Des Meeres und der Liebe Wellen di Franz Grillparzer e il dipinto Isle of the Dead di Arnold Böcklin (l'opera di Sculz-Beuthen, una delle sue ultime composizioni, è quasi esattamente contemporanea con la ben nota opera di Sergei Rachmaninoff basata sullo stesso soggetto). Tra le altre sue composizioni ci sono un Requiem, scene dal Faust di Johann Wolfgang von Goethe, un concerto per pianoforte, un ottetto per fiati, un quintetto e un trio per archi, opere corali, numerose canzoni, pezzi per pianoforte e così via.
Ebbe alcuni illistri ammiratori, incluso Franz Liszt, e alcuni critici contemporanei trovarono talvolta la sua musica fortemente moderna: tuttavia, questi giudizi tali sono stati emessi principalmente su opere non più esaminabili direttamente. La maggior parte delle opere di Schulz-Beuthen non fu mai pubblicata, e si pensa che molti dei suoi manoscritti vennero distrutti nel bombardamento di Dresda nel 1945. Tuttavia, ne furono stampate abbastanza durante la sua vita e ne sono venute alla luce negli ultimi anni da far ritenere che egli era un compositore considerevolmente dotato.

## Discografia
- Heinrich Schulz-Beuthen, Piano Music, Kirsten Johnson, pianoforte, Guild GMCD 7277
- Hermann Goetz e Heinrich Schulz-Beuthen, Piano Music, Kirsten Johnson, pianoforte, Guild GMCD 7282